# نماد سبز
نماد سبز شامل تکه پارچه سبز، روبان سبز، لباس سبز، شال سبز، مچ بند سبز یا حتی تسبیح سبز، به عنوان نشانه یا نماد جنبش سبز ایران، قبل و پس از انتخابات ۲۲ خرداد ۸۸ به‌شمار می‌رود.

## مخالفان و موافقان
حامیان جنبش سبز نماد سبز را ملی و مذهبی دانسته و طرفداران دولت محمود احمدی‌نژاد آن را نشانه انقلاب مخملی می‌دانند. برخی مخالفان جنبش سبز حتی پا را فراتر گذارده و به استناد یک حدیث، نماد سبز را به دجال نسبت می‌دهند.
میرحسین موسوی خود در این باره می‌گوید:
ما در راهی که خداوند پیش رویمان قرار داده‌است از نماد «سبز» استفاده کرده‌ایم تا پرچم دلبستگی نسبت به اسلامی باشد که اهل بیت پیامبر (ع) آموزگاران آن بوده‌اند؛ اهل بیت خرد، اهل بیت محبت، اهل بیت نورانیت.

## تاریخچه
برخی افسانه‌ها، قدمت نماد سبز را به خلقت بشر می‌رسانند. بر اساس این افسانه‌ها، نماد سبز، به معنای اکتساب قدرت و جبروت و سلب مالکیت از آن، نمادِ نگون‌بختی است.
اما کاربرد این نماد در انتخابات ریاست جمهوری ایران از پنجم اردیبهشت ۱۳۸۸ آغاز شد. در سفرهای انتخاباتی موسوی بسیاری از شهروندان از بند سبز رنگی که بر مچ دستانشان بسته بودند به عنوان نماد حامیان میرحسین بهره گرفتند. و از آن پس نماد سبز، نماد حامیان میرحسین موسوی شد.
طرفداران جنبش سبز، از پیش از انتخابات ریاست جمهوری در ۲۲ خرداد ۱۳۸۸، اقدام به توزیع نمادهای سبز در میان مردم و حامیان خود نمودند. ولی در روز انتخابات از مردم خواستند تا نماد سبز خود را در هنگام رأی‌گیری به همراه نداشته باشند.
پس از فجایع بوجود آمده بعد از انتخابات، برخی از اصلاح طلبان، نماد سبز را به عنوان نماد کمپین جنایت علیه بشریت و تنها پرچم آن اعلام نمودند.

## کاربرد نماد سبز
در تبلیغات انتخاباتی و سپس در پی وقایع پس از انتخابات ایران، راهپیمایی‌ها و تظاهراتی در شهرهای مختلف ایران در حمایت از جنبش سبز به راه افتاد که در بسیاری از آنها، طرفداران میرحسین موسوی با نمادهای سبز شناسایی می‌شدند.
همچنین بسیاری از هنرمندان، ورزشکاران، روزنامه نگاران و حتی طراحان مد در ایران و سایر کشورها، به منظور اعلام حمایت از حرکت مردم ایران، با نمادهای سبز در مجامع حاضر شدند.

## اثرات اقتصادی
استفاده از نماد سبز، آثار اقتصادی نیز داشت و موجب رونق فروش محصولات سبز شد. به گونه‌ای که قیمت اقلام سبز در بازار ایران به شدت افزایش یافت.
مانند بادکنکهای سبز، روبان سبز، پرچمهای سبز، پارچههای سبز در ابعاد و جنس‌های مختلف.

## مخالفان جنبش سبز و نمادهای سبز
مخالفان میرحسین موسوی و جنبش سبز نیز گهگاه از نمادهای سبز بهره برده و به استفاده گسترده مخالفان دولت از نمادهای سبز اعتراض کرده‌اند. محمود احمدی‌نژاد در جشن پیروزی خود در روز ۲۴ خرداد با بیان اینکه مادر وی سیده‌است و به همین جهت از فرزندان فاطمه زهرا محسوب می‌شود گفت: «من خاک پای تمامی سیدهای عالم هستم و به همین دلیل به نشانه احترام، شال سبز را بر گردنم می‌اندازم.» و همان لحظه یک شال سبز بر گردن خود انداخت. این اقدام علاوه بر اعتراض مخالفان دولت، انتقاد شدید سید مهدی طباطبایی واعظ مشهور تهران و چهره محافظه‌کار را هم برانگیخت. او در یک برنامه زنده تلویزیونی گفت که احمدی‌نژاد با این کار «معترضین و مخالفین خودش و مقام سیادت را مسخره کرد».
در تاریخ ۱۰ آبان ۸۸ هم جریانی به نام «جنبش سبز علوی» با اطلاعیه‌ای اعلام موجودیت کرد. در این اطلاعیه هدف جنبش سبز علوی مقابله با «جنبش سبز اموی» و جلوگیری از سوءاستفاده برخی گروه‌های سیاسی از رنگ سبز علوی اعلام شده‌بود. دو روز بعد در دیدار جمعی از دانش‌آموزان و دانشجویان با سید علی خامنه‌ای بسیاری از افراد با بستن سَربَندهایی به رنگ سبز و شعارهایی مانند «جنبش سبز علوی / فدایی سید علی» و «سبز فقط سبز علی / لعن به سبز اموی»
حمایت خود را از جنبش سبز علوی نشان دادند.
در روز ۱۳ آبان ۱۳۸۸ نیز بسیاری از سایت‌ها و وبلاگ‌های حامی جنبش سبز از دسترس خارج شدند و هنگام مراجعه عبارت «جنبش سبز نبوی» در زمینه سبز بر روی صفحه ظاهر می‌شد. هرچند ادعا شد که این سایتها هک شده‌اند ولی سایت موج آزادی در بیانیه‌ای اعلام کرد که دست‌اندرکاران صدا و سیما از طریق تغییر مسیری ساده قصد تحریف کاربران اینترنتی را داشتند.

### ممنوعیت‌ها و حساسیت‌ها در به‌کارگیری رنگ سبز
پس از اعتراضات هواداران جنبش سبز در پی دهمین دوره انتخابات ریاست جمهوری، در چند مورد حساسیت‌هایی نسبت به استفاده رنگ سبز از سوی مقامات دولتی و نیز نهادها و رسانه‌های هوادار دولت وجود داشته‌است. که برخی از خبرسازترین آن‌ها از این قرارند:
- در سفر احمدی‌نژاد به مشهد، پس از عبور خودروی حامل وی از کنار یکی از میدان‌های شهر، سبز بودن رنگ فواره وسط حوض، مورد واکنش همراهان احمدی‌نژاد قرار گرفت و دستور به خاموشی و قطع فواره دادند. این در حالی بود که سازمان زیباسازی شهرداری مشهد، از سال‌ها پیش همیشه مقداری رنگ رقیق سبز را به آب حوض این میدان اضافه می‌کرده‌است.[۲۲]
- در مراسم معارفه رئیس جدید ایرنا، در طرح پشت سر احمدی‌نژاد به‌جای رنگ سبز در پرچم ایران، از رنگ آبی استفاده شده‌بود.[۲۳][۲۴]
- در برخی از مسابقه‌های لیگ برتر فوتبال، اخباری مبنی بر عدم اجازه ورود تماشاگران سبزپوش به ورزشگاه‌ها منتشر شد که فرمانده انتظامی تهران، با اعلام جرم نبودن پوشیدن لباس سبز، از برخورد قاطع با تماشاگرانی که در ورزشگاه‌ها «اقدام به وارد کردن مسائل سیاسی» می‌کنند خبر داد.[۲۵][۲۶][۲۷]
- در آغاز لیگ برتر فصل جدید، تیم‌های ذوب آهن اصفهان و پاس همدان که دارای پیراهن رسمی سبز رنگ هستند، در اتفاقی بی‌سابقه در دو بازی خانگی جای رنگ سبز، با لباس‌های ورزشی سفید رنگ وارد زمین فوتبال شدند.[۲۸] همچنین در آستانه مسابقه‌های آسیایی تایلند، پیراهن‌های سبز تیم ملی فوتبال زنان ایران توسط مقامات فدراسیون فوتبال توقیف شد.[۲۹]
- و دیگر واکنش‌ها مانند ممنوعیت استفاده از پوشش سبز در برخی مراکز آموزشی،[۳۰] حساسیت برخی رسانه‌های حامی دولت نسبت به استفاده رنگ سبز در برنامه ورزشی نود.[۳۱][۳۲]